# Сиво хомяче
Сивите хомячета (Cricetulus migratorius), известно също като малко хомяче или мигриращо хомяче, са вид дребни бозайници от семейство Хомякови (Cricetidae). Това е един от най-разпространените видове хомяци, като се срещат  в Близкия изток, Централна Азия, степните области на Източна Европа, Русия, Монголия и западен Китай..

### Характеристики
Сивото хомяче е най-малкият и най-адаптивният вид хомяк. Има характерна сива окраска на козината, която му служи като отлично маскиране в степните и полупустинните райони, където обитава. Този вид хомяк е нощен и прекарва деня в изкопани от него дупки. Храни се предимно със семена, растения и насекоми.

### Разпространение и местообитание
Сивото хомяче е широко разпространено в разнообразни местообитания, включително степи, полупустини, ливади и културни ландшафти. Този вид е изключително адаптивен и може да оцелее в различни климатични условия.

### Биологични особености
Сивото хомяче е самотно животно и териториално. Женските раждат няколко пъти годишно по няколко малки. Продължителността на живота им в природата е сравнително кратка - обикновено не повече от 2-3 години.

### Заплахи
Въпреки широкото си разпространение, сивото хомяче е изправено пред някои заплахи, свързани с човешката дейност, като загуба на местообитания, използване на пестициди и улавяне за търговия с домашни любимци.

### Систематика
В миналото сивото хомяче е било класифицирано в род Cricetulus, но последни генетични изследвания са показали, че то е по-близко родствено на родовете Cricetus и Allocricetulus. Поради тази причина, някои учени предлагат да бъде преместено в нов монотипен род Nothocricetulus.